# Šalce
Pour les articles homonymes, voir Salce (homonymie).
Shalë en albanais et Šalce en serbe latin (en serbe cyrillique : Шалце) est une localité du Kosovo située dans la commune/municipalité de Vushtrri/Vučitrn et dans le district de Mitrovicë/Kosovska Mitrovica. Selon le recensement kosovar de 2011, elle compte 541 habitants, dont 539 Albanais.

## Démographie

### Évolution historique de la population dans la localité
| 1948 | 1953 | 1961 | 1971 | 1981 | 1991 | 2011 |
| ---- | ---- | ---- | ---- | ---- | ---- | ---- |
| 359  | 385  | 443  | 502  | 695  | 843  | 541  |

|  |